# Mannan
Mannan är ett dravidiskt språk som talas av ca 7000 i Indien.